# Seleção Burundiana de Voleibol Feminino
A seleção burundiana de voleibol feminino é uma equipe do continente africano, composta pelas melhores jogadoras de voleibol do Burundi. É mantida pela Federação de Voleibol do Burundi (FBV). Encontra-se na 219ª posição do ranking mundial da FIVB segundo dados de setembro de 2021.